# 腹を割ったら血が出るだけさ
『腹を割ったら血が出るだけさ』（はらをわったらちがでるだけさ）は、住野よるによる日本の青春小説。略称は「ハラワタ」。
住野よるによる長編小説としては9作目で、登場人物が歴代最多である。

## 登場人物

### 高校生
糸林茜寧
主人公。本屋でアルバイトをしている。愛されたいという感情に従い動く、偽りの自分が嫌い。

上村竜彬

関口美優
主人公の親友。主人公のことが大好き。

菊池晋
主人公の恋人。主人公に後々振られてしまう。

### ライブハウススタッフ
宇川逢
　　「少女のマーチ」の物語の『あい』と酷似した風貌と性格を持ち合わせている。
藤野命
柱山啓治

### インパチェンスメンバー
高槻朔奈　
リーダー
和歌山蘭　
美人
後藤樹理亜　
怪獣
交野杜和子　
エリート
江迎麻希　
お馬鹿
橋本碧生　
悪ガキ
飯塚愛唯　
熱血

### 書店員
西尾史和
上村耀子

### その他
志野木友
堀北朝陽
小久保梨沙

### 小説家
小楠なのか
「少女のマーチ」の作者。

## オーディオブック
2022年10月28日にAmazonの配信サービス｢Audible｣、2024年9月13日にオトバンクの配信サービス「audiobook.jp」でオーディオブックが配信された。
収録時間はAudible版が12時間38分、audiobook.jp版が13時間48分。

### キャスト
- Audible版[3] 
  - 朗読-三瓶由布子

- audiobook.jp版[4] 
  - 糸林茜寧-関根瞳
  - 上村竜彬-佐田直啓
  - 関口美優､志野木友-小山百代
  - 菊池晋-青樹鮎希
  - 宇川逢-大塚剛央
  - 藤野命-薄井友里
  - 柱山啓治-鈴木将之
  - 高槻朔奈-拝師みほ
  - 和歌山藺､堀北朝陽-三浦円
  - 後藤樹里亜-飯田友子
  - 交野杜和子-夏代めぐみ
  - 江迎麻希-加藤聖奈
  - 橋本碧生､上村耀子-堀川かえで
  - 飯塚愛唯、小久保梨沙-保田彩乃
  - 西尾史和-池田雄一
  - 小楠なのか-大空直美

### スタッフ
- audiobook.jp版
  - 監修-伊藤誠敏
  - 演出-三浦円
  - 制作協力-R-production

## 補足
少女のマーチ
主人公の愛読する小説。

## 書誌情報
- 腹を割ったら血が出るだけさ（2022年7月27日、双葉社、ISBN 9784575245431）